# کمربند ساحلی
کمربند ساحلی (به انگلیسی: Neritic Zone) (یا ناحیه نریتیک) بخش نسبتاً کم عمقی از اقیانوس، بالای شیب تند فلات قاره است که دارای عمق ۲۰۰ متری می‌باشد. از نقطه نظر زیست‌شناسی دریا این ناحیه محیطی نسبتاً پایدار و روشنی را برای حیات دریایی، از پلانکتون‌ها گرفته تا ماهی‌ها و مرجان‌ها فراهم می‌آورد، درحالی که اقیانوس‌نگاری فیزیکی آن را به عنوان ناحیه‌ای می‌بیند که در آنجا سامانه اقیانوسی با ساحل برهمکنش می‌کند.